# Carroccio

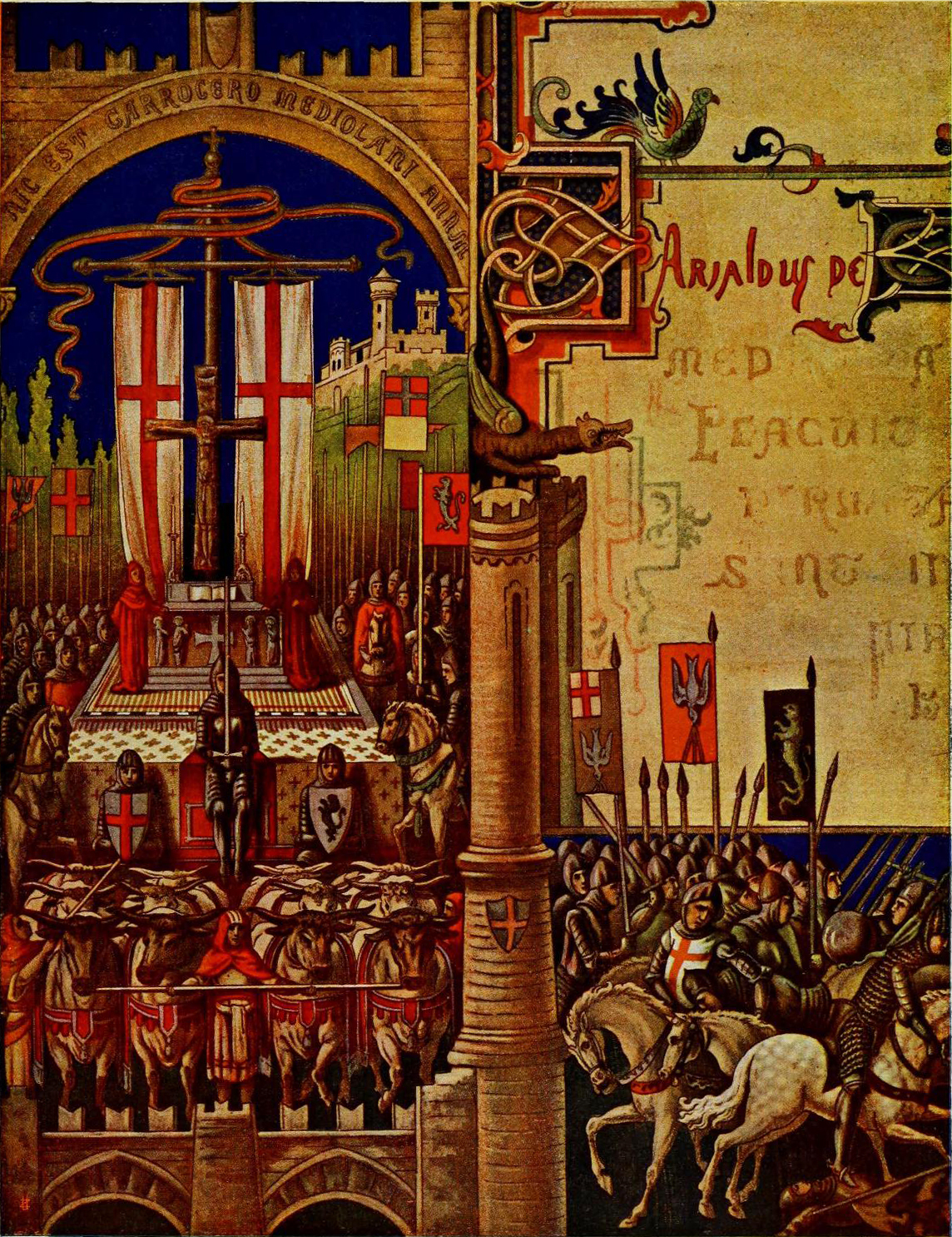
Le carroccio de Milan sur une miniature provenant du livre de Carlo Romussi

Un carroccio (italien: [karˈrɔttʃo]; Lombard: carrocc ou de l’italien carro « char » et du suffixe nominal -occio) est un grand carrosse portant les enseignes citadines lors des conflits militaires médiévaux.
Originellement un outil de commandement, il était utilisé comme un symbole de fierté identitaire communale propre à chaque commune italienne. Bien qu’utilisé majoritairement par les musicalités de l’Italie du Nord – notamment par les villes et villages lombards, toscans et romains ainsi que les cités se situant dans la plaine du Pô – il s’est rapidement démocratisé dans l’ensemble de l’Italie, voire l’extérieur de l’Italie. Dans la littérature d’époque, le carroccio est appelé carochium, carozulum, carrocerum ou carrocelum en italien. Les Milanais, habitants de la région d’origine du carroccio, utilisaient probablement le terme caròcc ou caròz. 
Le carroccio est constitué d’un chariot à quatre roues embellies des couleurs et armoiries de la cité, ainsi que d’un autel, d'une croix et d’une cloche, appelée la martinella. Le carroccio était souvent tiré par des bêtes de trait, bien que très rarement par des chevaux. Il servait principalement de point de ralliement pour l’infanterie, ou milice, composée de la population. Représentation de la ville sur le champ de bataille, sa prise par l’ennemi était souvent perçue comme une défaite inéluctable ainsi qu’une humiliation profonde.
En temps de paix, ils étaient majoritairement conservés dans l’église principale de la cité propriétaire. Ils pouvaient aussi servir d’outils de propagande.

## Description
Le carroccio est typiquement un char à quatre roues tiré par des bêtes de trait, comme des bœufs. Ces derniers se comptent d’une à trois paires de bœufs selon les sources et les chars. Souvent renforcée, il avait plusieurs outils symboliques, tels que les armoiries de la cité ainsi que la croix chrétienne. Certaines versions possédaient des renforcements en fer, voire du matériel médical pour s’occuper des blessés au combat. De l’intérieur du char, des trompettistes transmettaient les ordres et les membres du clergé priaient pour les combattants.
La cloche, appelée martinella, n’a pas toujours eu le même emplacement sur le carroccio. D’origine florentine, elle était d'abord sur un autre char plus petit qui suivait le carroccio. Ce dernier sera rajouté au carroccio principal avec le temps. Elle servait principalement à avertir la milice et la population en cas d’ordre militaire.
Une personne, dénommée en italien specialis magister, était chargée de l’entretien du carroccio et était rémunérée par la commune jusqu’à huit soldi par jour. En plus de l’entretien, elle était employée aux actions militaires dans lesquelles le carroccio était impliqué. De plus, un aumônier était en service lors de l’utilisation du carroccio. Ce dernier avait pour responsabilité de prier sur l’autel du carroccio durant les conflits. Comme toute figure religieuse de l’époque, il était payé par la municipalité au même titre que le specialis magister.

## Origine
D’origine lombarde, le carrocio est introduit sous sa forme la plus courante par l’archevêque de Milan au XIe siècle, Aribeto d’Intimano, en 1038. Il a pris une importance considérable contre les attaques de l’empereur du Saint-Empire romain germanique Conrad II sur Milan. Depuis Milan, son utilisation s’est répandue dans le nord de l’Italie, puis jusqu’en Hongrie. Heribert introduisit même le carroccio comme un symbole de prestance militaire milanaise. Plusieurs régions se le sont approprié, valorisant ce symbole comme protecteur de l’Église et de la cité.

### XIIesiècle: la bataille de Legnano

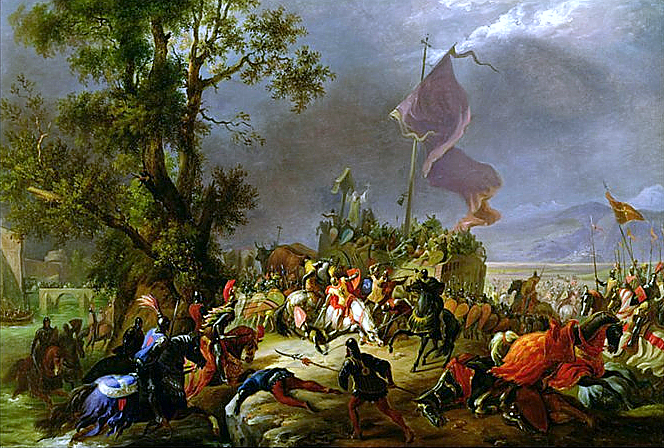
La bataille de Legnano est une peinture de Massimo d'Azeglio. En troisième plan, il est possible de voir la croix ainsi que les images de la cité où est installé le Carroccio.

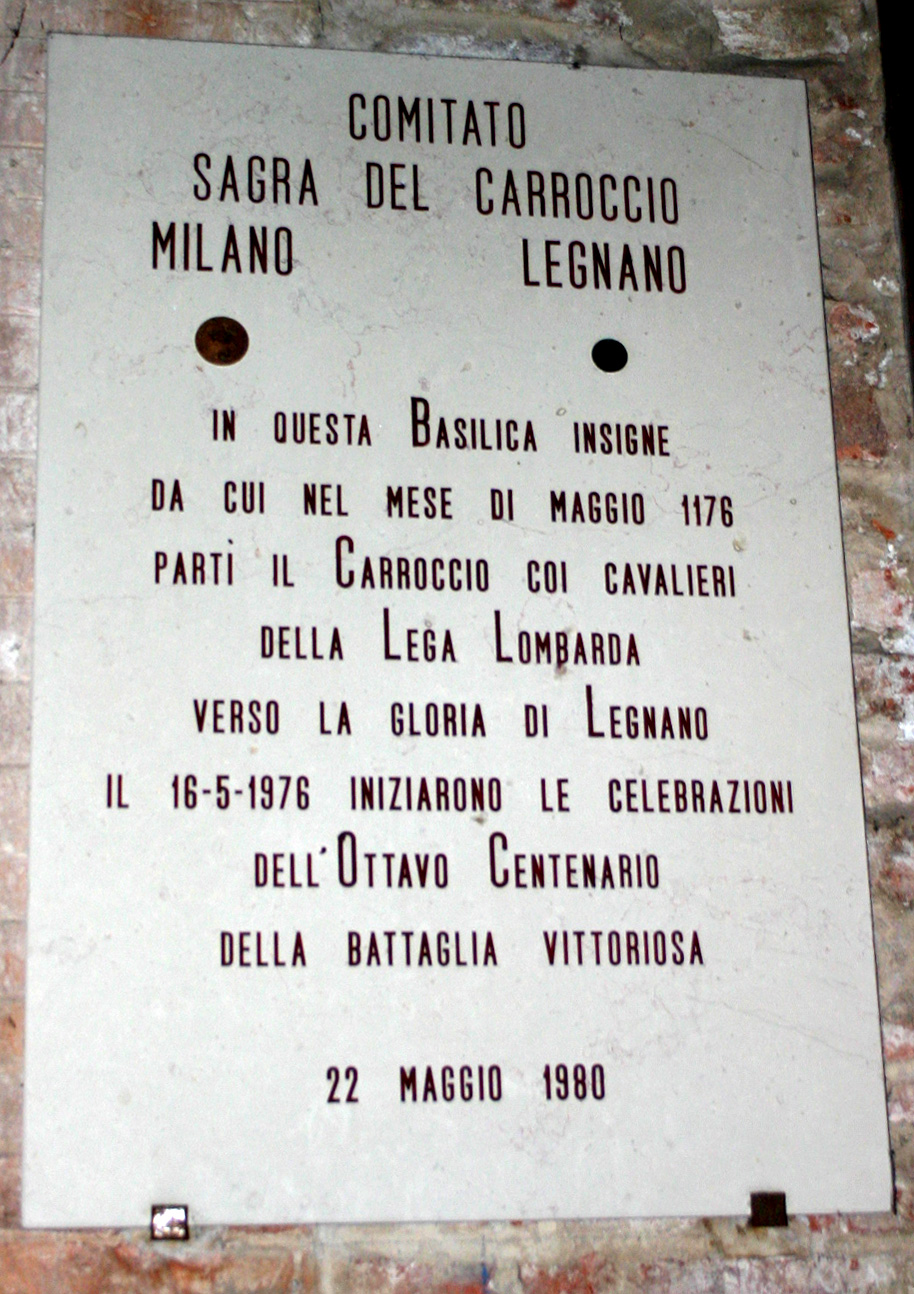

Le carroccio a pris une importance capitale dans la bataille de Legnano du 29 mars 1176. Cette bataille, qui fut très romancée dans les écrits, reste une des utilisations du carroccio les plus connues. La légende raconte que le carroccio fut défendu par la Compagnie de la Mort, menée par Alberto da Giussano, un personnage de fiction qui n’apparaît que dans les œuvres littéraires. La légende raconte qu’au cœur de la bataille, trois colombes, provenant des sépulcres de saint Sisinnio, saint Martitio et saint Alessandro (it), tous exhumés à Basilique de San Simpliciano à Milan, se posèrent sur le carroccio et apportèrent la victoire aux Milanais contre Frédéric Barberousse.
Dans la version historique, l’infanterie municipale aurait organisé une forte résistance autour du carroccio. Cette résistance décisive permit au reste de l’armée de la Ligue lombarde, dirigée par Guido da Landriano, de rejoindre Milan et de vaincre Barberousse. Il est encore difficile d’établir précisément l’emplacement exact où fut le carroccio. Une chronique des évènements, les Annales de Cologne, contient certaines hypothèses :
| «[...] At Longobardi aut vincere aut mori parati, grandi fossa suum exercitum circumdederunt, ut nemo, cum bello urgeretur, effugere posset. [...]» | «[...] I lombardi, pronti a vincere o a morire sul campo, collocarono il proprio esercito all'interno di una grande fossa, in modo tale che quando la battaglia fosse stata nel vivo, nessuno sarebbe potuto fuggire. [...]» | [...] Les Lombards, prêts à gagner ou à mourir sur le terrain, plaçaient leur armée à l'intérieur d'une grande fosse, de sorte que lorsque la bataille battait son plein, personne ne pouvait s'échapper. [...] |
| --- | --- | --- |
| - Annales de Cologne, (version latine originale, puis italienne et française)                                                                       | | |

Le texte suggère que le carroccio aurait été installé dans une pente raide ou contre l’intérieur d’un coude de la rivière Olona.
Il existerait des traces de ce char presque dix-huit ans avant la bataille de Legnano. Le carroccio en fer aurait été conservé dans l’église San Giorgio al Palazzo à Milan. Il existe aussi quelques traces d’un passage dans le Palazzo della Ragione.
Une autre utilisation d'un carroccio fut lors du conflit de 1159 entre la municipalité de Brescia et celle de Cremone. Durant la bataille, les troupes de la région de Brescia ont pris possession du carroccio de Cremone. Le chariot fut paradé dans les rues de Brescia et placé dans l’église de la cité, et la martinella fut installée dans la tour civile de la cité.

### XIIIesiècle
Ce siècle constitue l’âge d’or du carroccio. Il apparait sur le territoire florentin en 1228. Le carroccio florentin a déjà été capturé par les forces gibelines de Castruccio Castacani lors de la bataille de 1325 d’Altopascio. Il est paradé par le vainqueur dans les rues de Lucques.
Le carroccio de la Ligue lombarde fut capturé par l’empereur Frédéric II en 1237 lors de la bataille de Cortenuova. L’empereur donnera au Pape Grégoire IX le char qui sera apporté jusqu’à Rome. Une salle, dénommée encore aujourd’hui la Sala del Carrocio, ou « Salle du Carroccio », aurait été le lieu où aurai été conservé le carroccio donné par l’empereur. En plus d’être le siège papal, Rome était aussi la capitale d’un très grand empire, et donc l’envoi du carroccio au pape par l’empereur était une action forte en symbolisme. Au cours de l’an 1237, la Ligue lombarde dû abandonner ce carroccio dans une bataille dû aux routes boueuses. À Rome, il existe une plaque commémorative portant les inscriptions suivantes :
| «Cesaris Augusti Friderici, Roma, secundi dona tene currum perpes in Urbe decus. Hic Mediolani captus de strage triumphos Cesaris ut referat inclita preda venit. Hostis in probrium pendebit, in Urbis honorem mictitur, hunc Urbis mictere iussit amor.» | «Ricevi, o Roma, il carro, dono dell'imperatore Federico II, onore perenne della città. Catturato nella sconfitta di Milano, viene come preda gloriosa ad annunciare i trionfi di Cesare. Sarà tenuto come vergogna del nemico, è qui inviato per la gloria dell'Urbe, lo fece inviare l'amore di Roma.» | « Reçois, ô Rome, le char, un cadeau de l'empereur Frédéric II, pour l'honneur éternel de la ville. Capturé lors de la défaite de Milan, il vient en butin glorieux annoncer les triomphes de César. Il sera considéré comme une honte pour l'ennemi, il est envoyé ici pour la gloire de la Cité, il lui a envoyé l'amour de Rome. » |
| - Enseigne originale en latin et italien présentée, ainsi que sa traduction en français. | | |

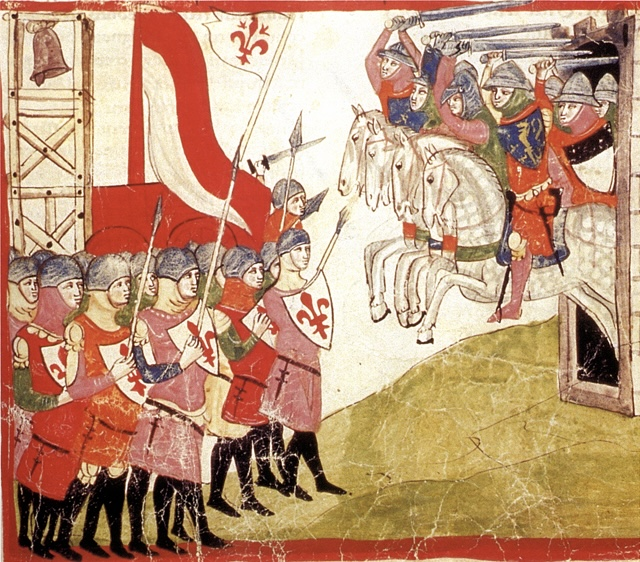
Illustration de la Bataille de Montaperti par Giovanni Vilani.

Il existe une utilisation de carroccio par les Siennois et les Florentins durant la bataille de Montaperti. Conflit aux origines guelfes et gibelines, la bataille, en septembre 1260, opposait Florence, part de la ligue guelfe, et Sienne. Durant la bataille, les deux camps disposaient de leur propre carrocio; le bataillon commandé par Niccolò da Bigozzi était accompagné du carroccio siennois. La bataille aurait été terminée lorsque la cavalerie germanique attaqua, de nuit, par-derrière et prit possession du carroccio florentin.
En 1275, c'était le carroccio de la ville de Bologne, sympathisante guelfe, qui fut capturé par les Forlivais, de sympathie gibeline, et fut apporté en triomphe à Forlì.
De plus, au milieu du XIIIe siècle, le carroccio de Crémone fut capturé au combat par les milices municipales de Parme.

### XIVesiècle: tombée en désuétude
Deux raisons expliquent la tombée en désuétude du carroccio. 
La première fut la modification de la symbolique de son utilisation. Précédemment, les soldats entourant le carroccio étaient des membres de la population doués au combat, il y avait donc un lien patriotique entre ses derniers et le char. Or, les XIIIe et XIVe siècles sont marqués par le développement de nouvelle forme d’outil militaire dénommé condottière, c’est-à-dire une armée de mercenaires : une armée qui est composée de différents peuples tels que des Germains, des Français, des Italiens, des Bretons, voire des Anglais qui ne reconnaitront pas nécessairement cet outil symbolique.
La seconde raison est sa lenteur. Le carroccio reste un char très lourd tiré par des animaux de trait, qui ne sont pas reconnus pour leur vitesse. Les actions militaires qui s’accélèrent avec la nouvelle manière de combattre, les mercenaires étant d’anciens soldats ou des nobles possédant un cheval, rendent le carroccio un obstacle aux mouvements de troupes rapides.

### En dehors de l’Italie
On peut constater des utilisations du carroccio extérieures à l’Italie.
La première était la bataille de l’Étendard, ou bataille de Northallerton, de 1138. La bataille opposait l’armée du roi David Ier d’Écosse aux forces anglaises dirigées par Guillaume d’Aumale. Cette bataille doit son nom à la place forte anglaise, celle-ci étant constituée d’une charrette portant les enseignes anglaises et ressemblant fortement au carroccio italien.
Une autre utilisation fut durant la bataille de Sirmium. Elle opposa les Byzantins aux Hongrois. Durant ce conflit, les Byzantins ont capturé un étendard hongrois décrit comme similaire au carroccio, en plus de différentes victoires comme le cheval du comte Denis (en). Les résultats apportèrent une désorganisation du combat, causant la défaite aux Hongrois.
Finalement, on peut faire un lien avec l’étendard durant la bataille de Bouvines opposant les Anglais aux Français en 1214. Bien que d’une forme différente, les deux partis ont présenté des étendards durant le conflit. De plus, la prise de l’étendard anglais par la cavalerie française a mis en déroute une grande partie de l’armée anglaise.

## Fonctions
Lors de son utilisation en conflit, il y avait différentes cérémonies qui entouraient ce palladium de la cité. Les prêtres rendaient ainsi hommage à l’autel avant et durant le combat et ce dernier accompagnait le conflit de trompettes dans le but d'encourager les guerriers. On reconnait deux fonctions au carroccio. La première fonction est plus militaire, la seconde est plus symbolique.
La première application est celle de son origine lombarde. Le carroccio était un point de repérage tactique sur le terrain. Les trompettistes permettaient de diriger les soldats qu’ils surplombaient. Il a même mené certaines troupes de cavalerie comme la Compagnie de la Mort, bien que majoritairement destiné aux soldats à pied, dû à son imposante stature. De plus, certaines versions du carroccio avaient les outils pour aider ceux blessés au combat.
La seconde application est avant tout symbolique. Souvent décrit comme un signum, voire un palladium de la cité, le carroccio était l’incarnation de la cité sur le champ de bataille. Il encourageait les soldats d’infanterie et les accompagnait. De plus, ceci en faisait une prise de choix pour les opposants. La prise de ce dernier avait un impact radical sur le moral,. C’était aussi un trésor de guerre inestimable à rapporter chez soi.
Le carroccio pouvait aussi avoir des utilisations non militaires. Il s’agit d’une représentation symbolique de la cité aux yeux de sa population. Bien que majoritairement conservé à l’église la plus importante de la cité, il a déjà été conservé par des familles importantes de la région pour leurs actes de bravoure ou leur importance à Florence. Il pouvait être utilisé par le chef politique de la cité pour annoncer des mesures pour la cité, voire servir de tribunal mobile pour les juges.

## Le Carroccio dans l'art

### Dans la littérature

#### Raimbaut de Vaqueras
Un des auteurs les plus connus à ce sujet reste le troubadour Raimbaut de Vaqueiras. Son œuvre, créée en l'honneur de Béatrice, fille de Boniface de Montferrat, va révolutionner le style lyrique de l’époque. Composé en 1201 à la cour de Montferrat, son poème le plus célèbre met en scène un char de guerre qui pourrait s’apparenter au carroccio. Le conflit oppose les autres femmes d’origine lombarde à Béatrice, qui veulent lui retirer sa gloire et sa beauté:
| La ciutatz se vana De far cat en arrenc, E sona·l campana, E lo vielhs comuns venc, E ditz per ufana Que chascuna desrenc ; Pueis ditz Que°l bela Biatriz Estai sobeirana De so que·l comuns tenc : Aunitz N'es totz e desconfitz. Trompas sonon e la poestatz cria : « Demandem li beutat e cortezia, Pretz et joven », e totas cridon : « Sia » | La cité se vante De faire l'ost en ordre de bataille, Et sonne la cloche, La communauté des vieilles vient Et dit par arrogance Que chacun attaque ; Puis elle dit Que la belle Béatrice Est la souveraine De ce que tient la communauté ; Déshonneur C'est pour toutes et ruine. Les trompettes sonnent et le podestat crie : « Réclamons-lui la beauté et courtoisie Pretz et joven », et toutes crient « Qu'il en soit ainsi ». |
| - Version originale en ancien provençal (gauche) et version française (droite). | |

#### Giacomo da Lentini
Un autre auteur d’époque qui utilisera le carroccio sera Giacomo da Lentini (1210-1260). Il utilisera la figure poétique traditionnelle des troubadours d’époque pour écrire Ben m'è venuto prima cordoglienza, avant la bataille de Cortenuova (1233-1237). Ce poème, de style amour poétique, fait référence au carroccio dans le sixième vers de sa dernière strophe.
| E voi che sete senza percepenza, como Florenza – che d’orgoglio sente, guardate a Pisa di gran canoscenza, che teme ’ntenza – d’orgogliosa gente: sì lungiamente – orgoglio m’à in bailia, Melan’a lo carroccio par che sia; e si si tarda l’umile speranza, chi sofra vince e scompra ogni tardanza. | Et toi qui as soif sans perception, comme Florence – qui ressent de l’orgueil, qui regardes Pise avec une grande connaissance, qui crains l'intention – des gens fiers : Jusqu’à présent – l’orgueil des ennuis, Melan'a lo carroccio semble être; et l'humble espérance est retardée, celui qui souffre gagne et disparaît à chaque retard. |
| --- | --- |

#### Auteurs modernes
Dans une approche plus moderne, deux auteurs de poésie ont repris l’importance du sentiment communal et du carroccio dans ses communautés. Giosuè Carducci a écrit, en 1879, Canzone Di Legnano en s’inspirant de la bataille de Legnano. Il est possible de reconnaitre différentes parties du carroccio, notamment dans la deuxième strophe. Le second poète est Giovanni Pascoli qui écrivit, en 1908, La canzone del carroccio. Ce poème en onze parties fait l’éloge du lien communal et réfère aux carroccio dans de nombreuses sections. Le concept sera utilisé plus tard par un certain écrivain dénommé Gabriele D’Annunzio.

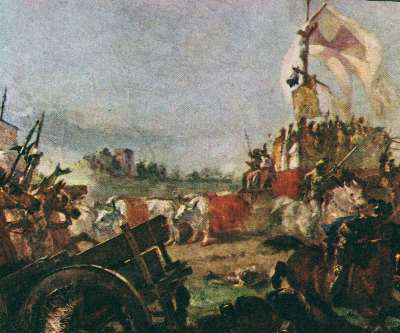
Le carroccio sur un tableau d'Amos Cassioli. On peut y apercevoir le carroccio sur le côté droit.

### Dans l’art visuel

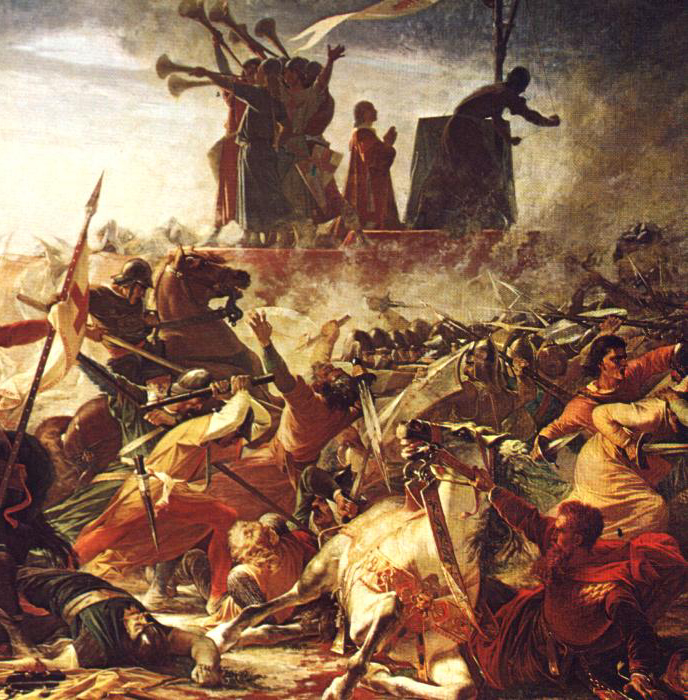
Le Carrocio de Legnano, une peinture de Amos Cassioli (1832-1891).

De nombreux peintres se sont intéressés au carroccio.
- Amos Cassioli (1832-1891) a peint de nombreuses œuvres militaires italiennes et de la Ligue lombarde. Deux de ses œuvres illustrent le même carroccio. La première œuvre est la Battaglia di Legnano peinte entre 1860 et 1870. La seconde toile est il Carroccio di Legnano [Le Carroccio de Legnano] qui représente une figure du carroccio.
- L’œuvre de Giulio Ferrario (it), Costume antico e Moderno di tutti i popoli del Mondo, propose une image du carroccio dans son ouvrage.
- De plus, l’une des œuvres de Giovanni Villani illustre la bataille de Montaperti, opposant les forces de la ligue guelfe aux troupes siennoises. Dans son illustration, nommé Il Carroccio fiorentino tratto da una miniatura della, on peut percevoir le carroccio florentin derrière les troupes à pied. On y reconnait la martinella et les armoiries de la ville de Florence.

## À l’ère moderne

### Ce qui en reste
La composition des matériaux ainsi que son imposante taille ont rendu difficile sa conservation sur un long terme. Il reste malgré tout différentes parties de certains carroccio qui ont survécu aux affres du temps.
En 2000, la martinella du carrocio milanais qui fut utilisé dans la bataille de Legnano fut retrouvé. L’artéfact refit surface dans la province de Pavie, sur le clocher de l'Ermitage de Sant’Alberto di Butrio (it) de la ville de Ponte Nizza.

### Signification posthume
Le carroccio était historiquement un signe de protection, voire un palladium pour la cité. Il est devenu, pour les contemporains, un symbole d’espoir et de lutte contre les occupations étrangères.
Le carroccio a également été repris comme symbole par le parti politique italien de la Ligue du Nord (en italien : Lega Nord). Ce parti politique indépendantiste d’extrême droite d’Italie du Nord utilise la bataille de Legnano, la Ligue lombarde et la symbolique du carroccio comme outil de propagande. Le parti porte même le surnom « il Carroccio » dans certains médias italiens.

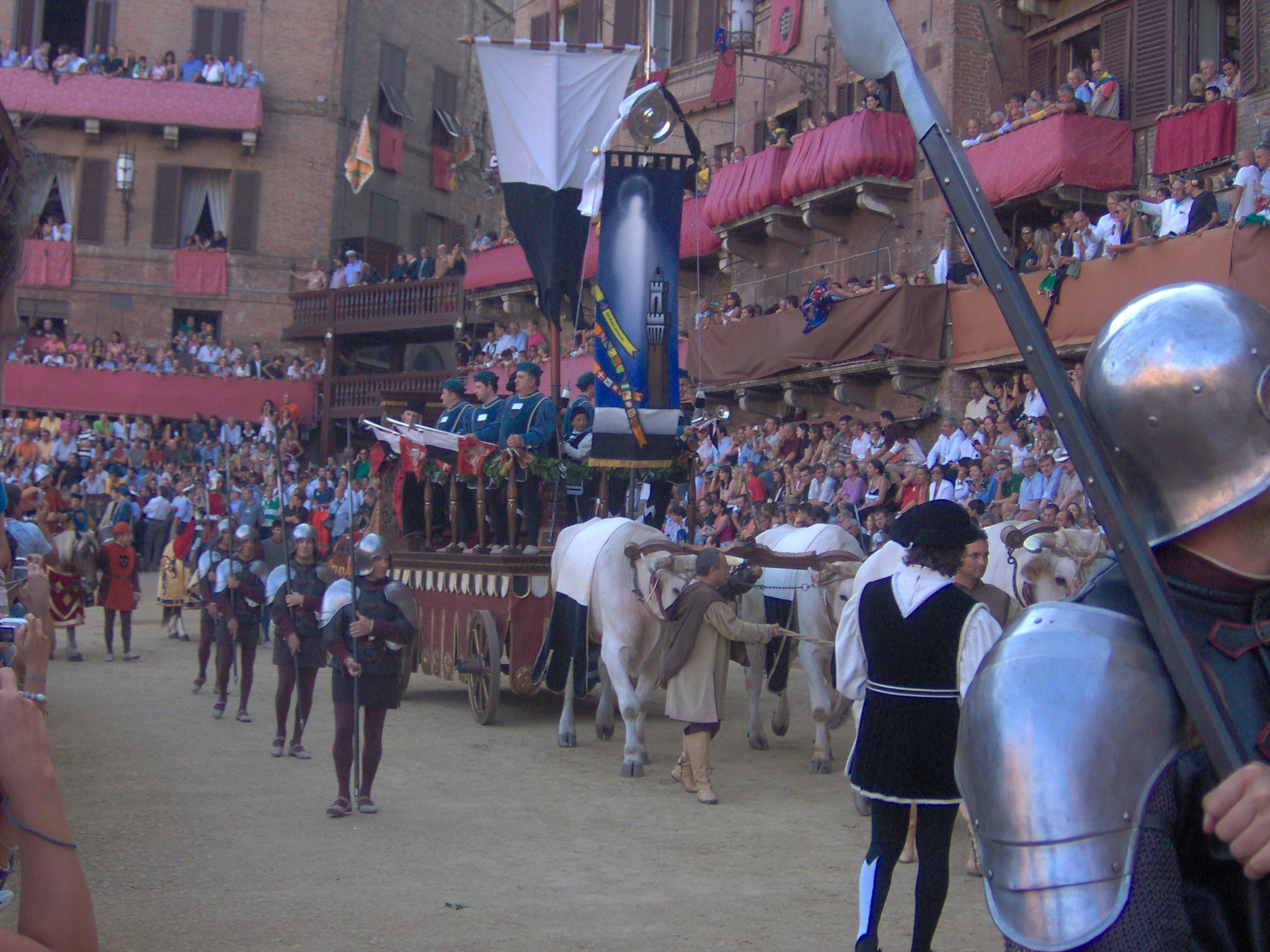
Reproduction du carroccio de Sienne durant le Palio de 2006.

### Commémoration
Au nord-ouest de Milan, dans la commune de Legnano, une rue fait le tour d’un parc éponyme surplombant l’Olona et porte le nom de « Piazza Carroccio » en l’honneur du carroccio de la bataille de 1176.
Il existe différentes reconstitutions historiques où le carroccio est représenté :
- Juste avant la fête du Palio di Siena (2 juillet et 16 août), le carroccio défile avec l’emblème noir et blanc de la commune de Sienne. Il porte le palio (également appelé cencio), une draperie en soie peinte, prix de la course de chevaux (appelée aussi carriera) qui clôt l’évènement à venir. Le carroccio est le dernier point du défilé historique de la Corteo Storico qui précède la course de chevaux. Le son de la cloche et des hérauts positionnés sur le carroccio annonce le début de la course.

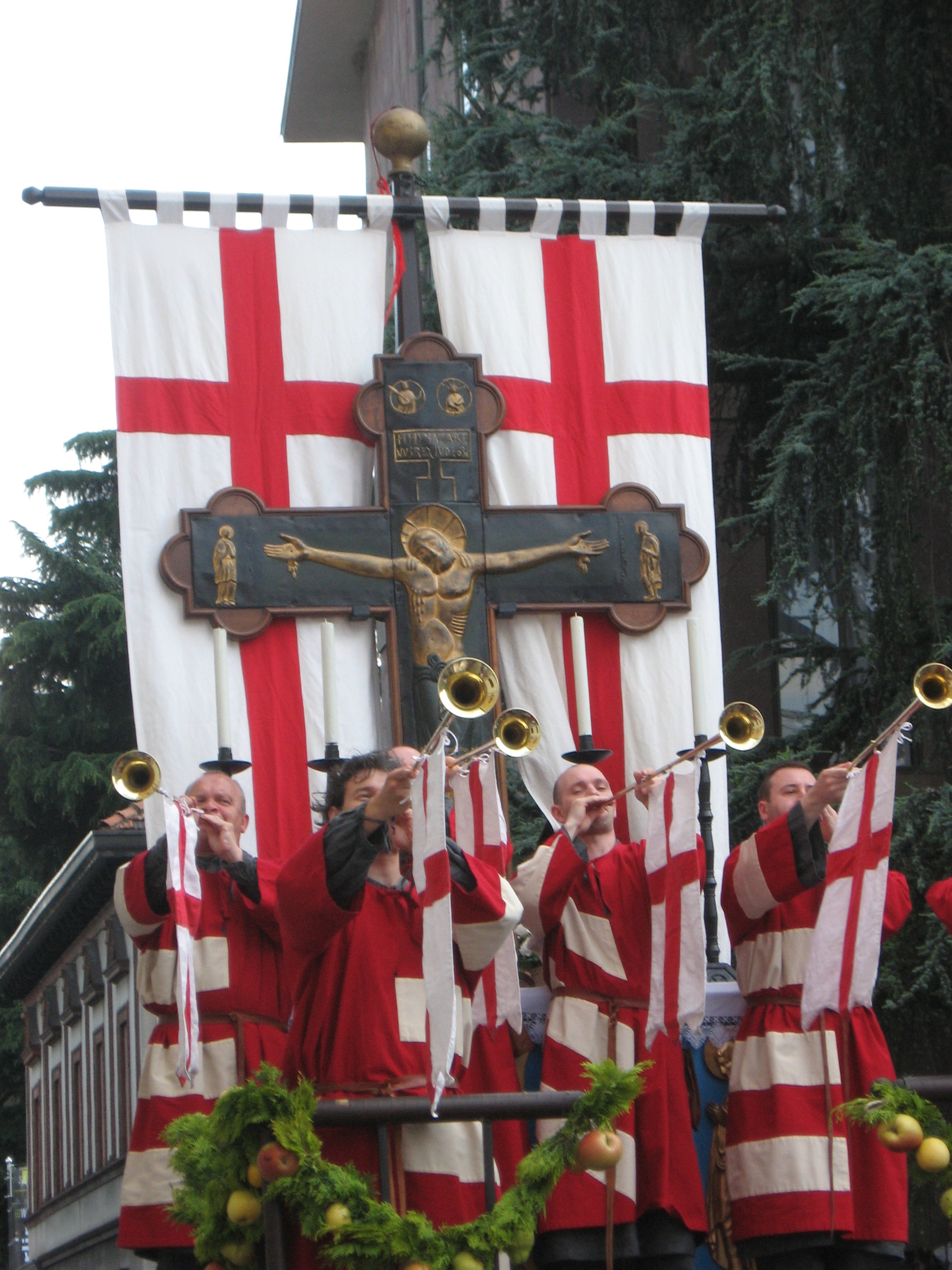
Reproduction d'un Carroccio durant la course du Palio di Legnano

- Reproduction d'un Carroccio durant la course du Palio di LegnanoDans le Palio di Legnano, anciennement appelé Sagra des Carroccio, est un autre évènement annuel qui se tient le dernier dimanche de mai. Un carroccio, accompagné d’une escorte, déambule dans les rues de Legnano tiré par des bœufs. Ce wagon, qui conclut le cortège historique, porte la croix de Aribert, le prix convoité de la course de chevaux dans laquelle les huit contrade (divisions historiques de la cité qui compétitionnent entre elles durant la course)  participent au stade Giovanni Mari. Le parcours du carroccio se termine au stadio Giovanni Mari. Ce dernier est escorté par divers figurants qui se font passer pour Alberto da Giussano et la Compagnie de la Mort. Ces derniers, avant la course de chevaux, rappellent la charge faite, selon la légende, par la Compagnie de la Mort et Alberto da Giussano lors de la bataille de Legnano.
- Durant la fête du Palio di Asti, qui se déroule le troisième dimanche de septembre, le carroccio est tiré par trois paires de bœufs et apporte, comme le veut la tradition datant du XIIIe siècle[27], l'insigne de la ville (une croix blanche sur fond rouge), un coq en fer forgé (symbole de liberté municipale) et le Palio di Asti, prix convoité du vainqueur de la course hippique. De nos jours, il s'agit d'une reconstitution historique du carroccio médiéval d’Asti originel et porte l'autel avec une reproduction de Secundus d'Asti, présent dans le chœur gothique de la cathédrale d'Asti. Sur le carroccio di Asti, il y a aussi la martinella, ou la cloche qui servait autrefois à appeler les troupes municipales à prier avant la bataille. Il est conservé dans la Collégiale de San Secondo, d'où il ne sort qu'une fois par an, à l'occasion de la course du Palio.

### Jeux
Dans la seconde édition de Total War Médiéval, une unité disponible de l’arsenal de Milan et de Venise est nommée « Carrocio Standard ».
La compagnie Mirliton a produit des carroccio en modèle miniature pour des jeux de type « Wargame ».